# Anton J. Johnson

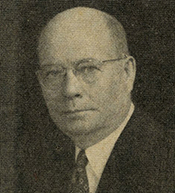
Anton Joseph Johnson

Anton Joseph Johnson (* 20. Oktober 1878 in Peoria, Illinois; † 16. April 1958 in Macomb, Illinois) war ein US-amerikanischer Politiker. Zwischen 1939 und 1949 vertrat er den Bundesstaat Illinois im US-Repräsentantenhaus.

## Werdegang
Anton Johnson besuchte die öffentlichen Schulen seiner Heimat und die School of Agriculture an der University of Missouri in Columbia. Zwischen 1898 und 1901 war er Feldwebel in einer Infanterieeinheit der US Army. Danach war er bis 1913 Briefträger in Peoria. Anschließend arbeitete er in der Landwirtschaft; dabei spezialisierte er sich auf die Verarbeitung von Milch und Milchprodukten. Zwischen 1931 und 1936 war er Präsident der Vereinigung der Milchhändler in Illinois. 1937 wurde er Präsident der Illinois Dairy Products Association. Gleichzeitig schlug er als Mitglied der Republikanischen Partei eine politische Laufbahn ein.
Bei den Kongresswahlen des Jahres 1938 wurde Johnson im 14. Wahlbezirk von Illinois in das US-Repräsentantenhaus in Washington, D.C. gewählt, wo er am 3. Januar 1939 die Nachfolge des Demokraten Chester C. Thompson antrat. Nach vier Wiederwahlen konnte er bis zum 3. Januar 1949 fünf Legislaturperioden im Kongress absolvieren. Bis 1941 wurden dort die letzten der New-Deal-Gesetze der Bundesregierung unter Präsident Franklin D. Roosevelt verabschiedet, denen Johnsons Partei eher ablehnend gegenüberstand. Seit 1941 war auch die Arbeit des Kongresses von den Ereignissen des Zweiten Weltkrieges und dessen Folgen geprägt. Johnson erlebte auch den Beginn des Kalten Krieges als Kongressabgeordneter.
Im Jahr 1948 verzichtete er auf eine weitere Kandidatur. Zwischen 1949 und 1951 war Anton Johnson Bürgermeister von Macomb. Dort ist er am 16. April 1958 auch verstorben.